# 사쿠라이 사치코
사쿠라이 사치코(桜井 幸子, 1973년 12월 20일 ~ )는 지바현에서 태어난 일본의 전직 배우겸 가수이다. 활동 당시 소속사는 선뮤직을 거쳐 오피스 니군 니바였다.
2003년 음악 프로듀서와 결혼했으나, 2006년에 이혼했다. 2009년에는 자신의 공식 웹사이트를 통해 연예게를 은퇴를 발표했다.

## 작품

### 드라마
- 2005년 : 너무 귀여워(あいくるしい, TBS)
- 2004년 : 라스트 크리스마스(ラストクリスマス, 후지)
- 2004년 : 세상의 중심에서 사랑을 외치다(世界の中心で、愛をさけぶ, TBS)
- 2003년 : 닥터 코토 진료소(Dr.コト診療所, 후지)
- 2003년 : 한 여름의 아빠에게(ひと夏のパパへ, TBS)
- 2002년 : 사이코 닥터(サイコドクタ-, NTV)
- 2001년 : 웃는 개의 발견(笑う犬の發見, BS)
- 2001년 : 푸드 파이트 스페셜(フ-ドファイト スペシャル, NTV)
- 2001년 : HERO(후지)
- 2000년 : 푸드파이트(フ-ドファイト, NTV)
- 1999년 : 화내는 남자 웃는 여자(怒る男 わらう女, NTV)
- 1999년 : 라비린스(ラビリンス, NTV)
- 1998년 : 세기말의 시(世紀末の詩, NTV)
- 1998년 : 학교의 도전(學校の挑戰, TV-ASAHI)
- 1997년 : 친구의 연인(友達の戀人, TBS)
- 1996년 : 담안의 소녀들(膽の中の少女たち, TBS)
- 1995년 : 미성년(未成年, TBS)
- 1995년 : 언젠가 다시 만날수있어(いつかまた逢える, 후지)
- 1994년 : 인간실격(人間失格, TBS)
- 1994년 : 이 세상의 끝에서(この世の果て, 후지)
- 1993년 : 고교교사(高校敎師, TBS)
- 1992년 : 여자는 담력(おんなは度胸, NHK)
- 1991년 : 물의 기억(水の記憶, TBS)
- 1991년 : 루즈의 전설~월야의 로켓 불꽃~(ル-ジュの傳言 ～月夜のロケット花火～, TBS)
- 1991년 : 오직 혼자만의 졸업식(たったひとりの卒業式, TBS)
- 1989년 : 히카루사케(ひかるサケ, NHK)
- 1989년 : 스완의 눈물(スワンの淚, 후지)

### 영화
- 2001년 : 카르테(Quartet カルテット)
- 2000년 : 낚시 바보 일지 일레븐(釣りバカ日誌イレブン)
- 1990년 : 오아즈케(おあずけ)

## 음반

### 싱글
1. ともだちでいようよ　(1990.09.01)
  - 素顔になれば
2. 瞳はイノセント　(1991.03.01)
  - 恋していたい

### 앨범
1. PRELUDE　(1991.03.21)

01. 輝いていようよ
02. 笑顔の奇跡
03. 君にとどかない
04. 隣にいるから
05. ともだちでいようよ
06. 天使の落書
07. 瞳はイノセント
08. Fly to the Moon
09. Peppermint Light
10. 未来へきっとつづく夏

## 사진집
- 《I'm alone with you ふたりぼっち》 (1991년) ISBN 4847021746